# Tabletop Groupware

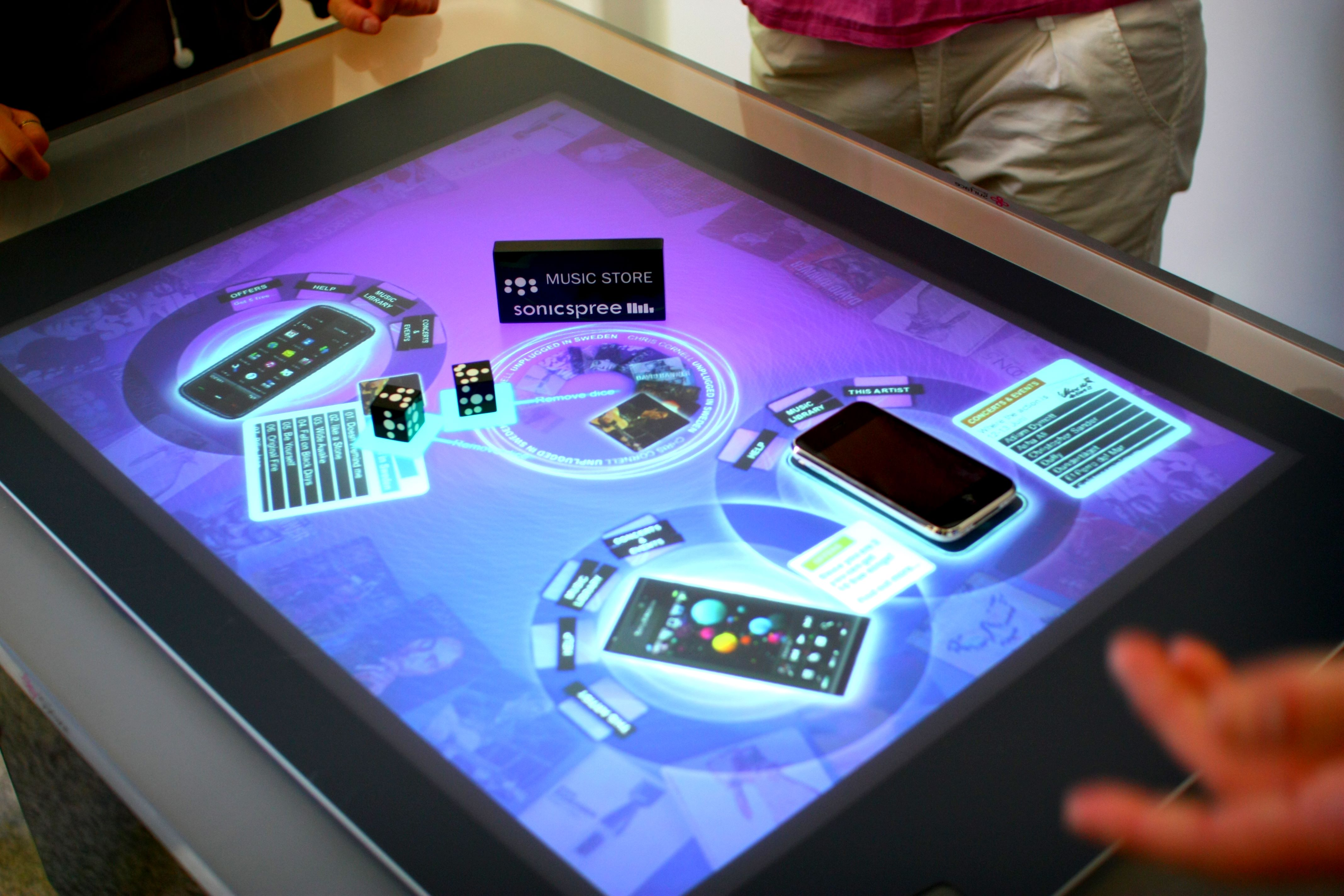
Beispiel eines Tabletop Computers

Tabletop Groupware bezeichnet eine Form von Software, die Gruppen gezielt dabei unterstützt gemeinsam an einem Tabletop Computer zu arbeiten. Sie stellt eine Sonderform der Single Display Groupware dar, die wiederum eine Sonderform von Groupware ist.

## Charakterisierung
Während klassische Groupware darauf ausgelegt ist, verteiltes Arbeiten zu unterstützen, liegt der Schwerpunkt von Tabletop Groupware darauf, kolokal arbeitende Gruppen zu unterstützen. Dies geschieht dadurch, dass die Arbeitsfläche, üblicherweise ein Tisch, durch ein Display erweitert wird, auf dem der Arbeitssituation entsprechende Informationen angezeigt werden. Eine Bedienung kann über Maus, Tastatur, Touch oder Tangibles erfolgen. Bekannte Geräte für den Einsatz von Tabletop Groupware sind etwa der DiamondTouch oder der Microsoft PixelSense.

## Designprinzipien
Folgende Designprinzipien konnten sich bisher bei der Gestaltung von Tabletop Groupware durchsetzen:
- Interaktion zwischen den Gruppenmitgliedern muss unterstützt werden
- Es muss ein einfacher und flüssiger Wechsel zwischen verschiedenen Aktivitäten möglich sein
- Es müssen einfache Übergänge zwischen Einzel- und Gruppenarbeit gegeben sein
- Ergebnisse externer Arbeiten müssen auf der gemeinsamen Arbeitsfläche verfügbar gemacht werden können und Ergebnisse von Gruppenarbeit müssen auf externen Geräten genutzt werden können
- Physische Objekte sollten auf der Arbeitsfläche genutzt werden können, also insbesondere die Tabletop Groupware nicht stören
- Es muss ein gemeinsamer Zugriff auf die Inhalte der Tabletop Groupware möglich sein
- die Groupware muss flexibel auf die Position der Benutzer reagieren können
- Benutzer müssen parallel ohne sich zu behindern mit dem System arbeiten können